# Czarnocin (gmina w województwie łódzkim)
Czarnocin – gmina wiejska w województwie łódzkim, w powiecie piotrkowskim. W latach 1975–1998 gmina położona była w województwie piotrkowskim.
Siedziba władz gminy to Czarnocin.
Według danych z 31 grudnia 2007 gminę zamieszkiwało 4051 osób. Natomiast według danych z 31 grudnia 2017 roku gminę zamieszkiwało 4111 osób.

## Struktura powierzchni
Według danych z roku 2007 gmina Czarnocin ma obszar 71,79 km², w tym:
- użytki rolne: 86%
- użytki leśne: 7%

Gmina stanowi 5,02% powierzchni powiatu piotrkowskiego.

## Demografia

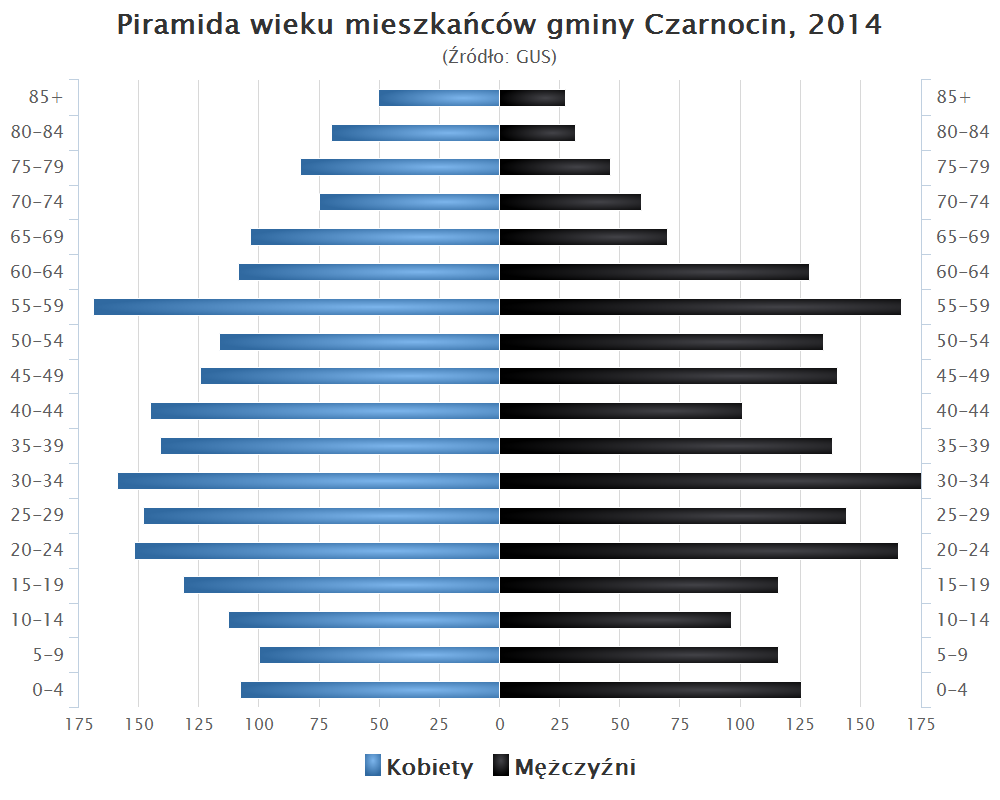
Piramida wieku mieszkańców gminy Czarnocin w 2014 roku

Dane z 31 grudnia 2017 roku.
| Opis                              | Ogółem | Ogółem | Kobiety | Kobiety | Mężczyźni | Mężczyźni |
| --------------------------------- | ------ | ------ | ------- | ------- | --------- | --------- |
| jednostka                         | osób   | %      | osób    | %       | osób      | %         |
| populacja                         | 4 111  | 100    | 2 115   | 51,4    | 1 996     | 48,6      |
| gęstość zaludnienia (mieszk./km²) | 57     | 57     | 29      | 29      | 28        | 28        |

## Sołectwa
Bieżywody, Biskupia Wola, Budy Szynczyckie, Czarnocin (sołectwa: Czarnocin I i Czarnocin II), Dalków, Grabina Wola, Kalska Wola, Rzepki, Szynczyce, Tychów, Wola Kutowa, Zamość, Zawodzie.

## Sąsiednie gminy
Będków, Brójce, Moszczenica, Tuszyn